# 나빌레라 (드라마)
《나빌레라》는 2021년 3월 22일부터 2021년 4월 27일까지 방송된 tvN 월화 드라마이다.

## 기획 의도
나이 일흔에 발레를 시작한 '덕출'과 스물셋 꿈 앞에서 방황하는 발레리노 '채록'의 성장을 그린 사제듀오 청춘기록 드라마.

## 등장 인물

### 주요 인물
- 박인환 : 심덕출(70세) 역 (청년 한창민, 아역 이현균)

은퇴한 우편집배원. 온화하고 착한 성품이지만 할 말은 한다. 한국 전쟁이 발발한 그 해에 태어났다. 먹고 살기 위해 무슨 일이든 했던 아버지는 쌀가게 점원이었지만, 장남인 덕출에게는 “몸 쓰는 일 말고, 펜 쓰는 일을 하라”고 했다. 1977년에 그는 집배원 공채시험에 합격했다. 해남과 결혼해 성산, 성숙, 성관을 낳아, 먹고 입히고, 학교 보내는 게 전부라고 알고 살았다. 세 아이의 아버지로, 한 여자의 남편으로 성실하게 살았다. 오래된 꿈 같은 건 아무래도 좋았다. 그런데 칠순을 앞두고 우연히 채록을 만났는데, 물끄러미 구경만 하는데도 그 아이는 빛났다. 오래된 꿈이 들썩이며 가슴이 뛰였다. “그래, 마지막으로 해보자. 나 발레한다!”
- 송강 : 이채록(23세) 역

무용원 휴학생. 어둡다, 까칠하다. 6살 때부터 축구를 했다. 축구감독인 아버지 무영의 플랜에 따라, 혹독하게 훈련받았다. 하지만 입시를 앞둔 고3이 되어서야 깨달았다. 축구에 재능이 없다는 걸. 이젠...... 뭘하지? 영영 없을 줄 알았다, 좋아하는 게. 돈키호테를 추던 승주를 보고 첫눈에 발레에 홀려, 발레를 시작했지만... 예상치 못한 사건이 채록의 가족을 집어삼켰고, 채록은 혼자가 된다. 발레 스튜디오에서 발레를 한 지 4년. 19살에 발레를 시작했음에도, 일 년 만에 무용원에 입학할 정도로 타고난 재능을 가졌지만, 채록은 지금... 슬럼프다. 그런 채록 앞에 일흔의 덕출이 나타난다. 발레를... 하겠다구요? 말도 안 되는 소리라고 무시했는데, 어느 사이 덕출은 채록 앞에 서 있다. 잘한다. 멋지다. 빛난다. 채록은 아버지 무영에게 한 번도 들어보지 못한 칭찬을 덕출로부터 듣는다. “할아버지, 진짜 그렇게 생각해요?”

### 심덕출의 가족
- 나문희 : 최해남(72세) 역 (청년 주보비)

덕출의 아내. 자식 인생이 곧 내 인생이다. 그래서 아직도 다 큰 자식들을 살뜰하게 챙긴다. 초하루엔 반드시 화투점을 쳐서 가족들의 운세를 살피고, 동지엔 팥죽, 정월 대보름엔 오곡밥을 비롯해 사시사철 미역국과 사골을 끓여서 자식들에게 가져가라고 전화를 건다. 내 새끼들 걱정하는 것만으로도 이렇게 머리가 아픈데, 다 늙어서 덕출이 문제를 일으킨다. 늘 상 하던 대로 TV나 볼 것이지, 성산 아부지, 뭘 한다고?
- 홍승희 : 심은호(23세) 역

덕출의 손녀. 대치동 키즈, 어릴 적부터 아빠 성산의 계획대로 살아왔다. 그래서 시키는 거 잘하고, 늘 다니던 길로만 다니고, 실패는 해본 적이 없다. 하지만 동시에 하고 싶은 것도, 관심있는 것도, 꿈도... 없다. 단 한 번도 장래 희망 칸을 채운 적이 없는 아이였지만, 정해진 대로 죽어라 공부했다. 마침내 성산의 기대에 부응해 대기업 효경그룹 인턴에 합격한다. 이젠 끝인 줄 알았는데... 예상치 못한 일로 길을 잃는다.
- 정해균 : 심성산(48세) 역

덕출의 장남, 은호의 아버지. 한강은행 강남점 부지점장, 성실하고 유능해, 아주 빠른 속도로 기득권 사회에 적응, 안착했다. 가족들 모두에게 관심이 많은데, 정작 그게 간섭이라는 걸 본인만 모른다. 장남이라는 자리도, 남편이라는 이름도 성산에겐 직책이었기에, 문제가 생기면 늘 바로잡으려고 해, 가족들과 만나기만 하면 싸운다. 전형적인 장남.
- 김수진 : 심성숙(45세)

덕출의 딸, 은호의 고모. 하나 밖에 없는 딸이라고 귀하게 커서, 어디 가서도 주눅 들지 않는다. 빠듯한 집안 형편 때문에, 작은 회사에서 경리로 일하고 뒤늦게 대학에 들어갔다. 그 회사에서 영일을 만나 결혼했다. 무려 오너의 아들이라서 살림 걱정은 안 했는데, 영일이 내리 낙선하면서, 반전세 신세가 되었다. 현재 영일과 개미부동산을 운영하고 있다. 해남의 아픈 손가락.
- 조복래 : 심성관(39세) 역 (아역 김지훈)

덕출의 막내아들, 은호의 삼촌. 늘 맨발에 파란색 크록스를 신고 다닌다. 다큐를 찍으려고 준비 중인데, 불과 2년 전까지 성관은 흉부외과 전문의였다. 무슨 이유인지, 국내 세 손가락 안에 드는 대학병원을 돌연 때려 쳤다. 그 순간부터, 성관은 온 가족의 표적이 되고 야 말았다. 웬만해서는 가족 일에 참여하지 않는다. 무심하고 심드렁한 성격.
- 신은정 : 김애란(48세) 역

성산의 아내, 은호의 어머니, 덕출과 해남의 며느리. 남편 성산과는 대학 동문이자 직장 동료였다. 입사는 애란이 먼저 했는데, 은호를 낳고는 그만뒀다. 때때로 그 결정을 후회했지만, 그래도 은호를 키우면서 얻은 기쁨도 컸다. 은호가 대학에 가면서, 애란은 대학원에 진학했다. 상담 자격증에 학위까지 따자마자 성산의 반대에도 다시 일을 시작한다.
- 정희태 : 변영일(45세) 역

성숙의 남편, 은호의 고모부. 해맑고, 넉살이 좋다. 사실 영일은 정치 백수다. 구의원을 시작으로 십 년의 세월 동안 떨어지고 또 떨어져도, 오뚝이 같이 일어나 선거에 출마해왔다. 그 와중에 물려받은 재산도 다 까먹고, 선거 때마다 성산에게 돈을 빌려, 성숙의 속을 썩인다.

### 이채록의 가족
- 조성하 : 이무영(48세) 역 (특별출연)

채록의 아버지. 전직 청소년 축구부 감독, 혹독한 훈련과 체벌로, 축구부의 성적을 끌어올렸다. 선수로서는 별 볼일 없었지만, 코치로서는 그 능력이 탁월했다. 무영은 선수로서 이루지 못했던 자신의 꿈을, 채록이 이뤄주기를 간절히 원했다. 하지만 채록이 축구를 그만두고, 무영에게 예상치 못한 사건이 터지면서, 둘 사이는 멀어진다.

### 발레 스튜디오
- 김태훈 : 기승주(37세) 역

채록의 발레 스승. 은퇴한 발레리노, 백년에 한 번 나올까 말까 한 무용수였다. 실력이 탁월한 만큼 오만하고 제 멋 대로다. 파리 오페라 발레단에서 에뚜알, 수석 무용수까지 하고 5년 전, 한국으로 돌아왔다. 가르치는데 전혀 흥미가 없었는데, 채록의 재능을 알아보고 제자로 받아들였다. 이혼한 소리와 늘 티격태격한다.
- 윤지혜: 은소리(36세) 역

무용원 교수. 그야말로 우아하고 도도한 백조, 프랑스에서 무용수로 활약했고, 현재 무용원 교수로 재직 중이다. 승주와 달리 노력파. 은퇴하기 전부터 무용 교육에 관심이 많았고, 자신이 프랑스에서 겪었던 시행착오를 제자들은 겪지 않길 바란다. 승주를 다룰 줄 아는 유일한 사람.
- 이화룡 : 오중식(39세) 역

정형외과 의사. 시도 때도 없이 찾아오는 채록을 귀찮아하면서도, 진료는 거부하지 않는다. 한마디 씩 툭툭 내뱉는 말이 예사롭지 않다. 게임을 좋아하고, 삶의 근심과 괴로움이 없으며, 욕망도 야망도 없는 평화로운 인물. 명의이나, 병원에는 환자가 별로 없다.
- 임사랑 : 권봄(24세) 역

무용원 학생. 소리의 제자, 승주와 소리의 인연으로, 가끔 발레 스튜디오에서 채록과 연습을 하는 무용원 학생.
- 용기 : 김상수(23세) 역

무용원 학생. 소리의 제자. 채록을 라이벌로 생각해, 만나기만 하면 으르렁거린다.
- 이소영 : 유안나(24세) 역

발레 스튜디오 반주자. 피아노 전공 생으로, 현재 발레 스튜디오에서 아르바이트로 피아노 반주를 하고 있다.

### 채록의 동창
- 김현목 : 김세종 역(23세) 역

채록의 절친. 모든 걸 다 갖췄지만, 단 한 가지 키가 작다. 170cm. 일반인이라면 상관없겠지만, 국가대표 골키퍼를 꿈꾸는 세종의 입장에서 170은 거의 사망 선고나 다름없다. 축구부가 해체되면서 결국 축구를 그만뒀는데, 공부해서 명문대에 입학한다. 좀 난 놈이다. 제대 후, 채록이 일하는 레스토랑에서 같이 아르바이트를 하고 있다.
- 김권 : 양호범(23세) 역

채록의 고등학교 동창. 호범이 보고 싶지 않은 얼굴을 딱 하나 고른다면 당연히 이채록이다. 축구를 그만두게 된 건, 다 그 새끼 때문이다. 호범은 11살 때부터 축구를 했다. 형편이 좋지 않아, 고등학교를 졸업 후 바로 프로에 진출하는 게 호범의 목표였다. 하지만 그 목표는 어이없는 사건으로 물거품이 된다. 4년 만에 채록의 앞에 나타난다. "야, 이채록. 네가 잘살면 안되지 않냐?"

### 그 외 인물
- 이영석 : 이교석(70세) 역 - 덕출의 친구
- 정재성 : 덕출의 아버지 역 (늙은 아버지 이광세)
- 이문수 : 덕출의 친구 역
- 김기천 : 덕출의 친구 역
- 정규수 : 덕출의 친구 역
- 백승철 : 한철 역 - 덕출의 이웃 친구, 햄버거 가게 배달원
- 이초아 : 박순아 역 - 레스토랑 점장
- 허형규 : 레스토랑 부매니저 역
- 김수올 : 조민재 역 - 레스토랑 직원
- 이동용 : 채록의 중국집 사장 역
- 박중근 : 신 감독 역 - 이무영의 후배
- 홍지명 : 호범의 친구 역
- 황성호 : 호범의 친구 역
- 이성민 : 호범의 친구 역
- 김기남 : 박정서 역 - 심성관의 의대 동기
- 김병철 : 라디오 프로그램 PD 역
- 나은미 : 라디오 프로그램 스태프 역
- 이서빈 : 김민희 역 - 라디오 프로그램 서브 작가
- 윤기창 : 라디오 프로그램 DJ 역
- 나미희 : 일자리 상담사 역
- 김미라 : 꽃 가게 주인 역
- 이재은 : 동네 아주머니 역
- 황상경 : 김현식 역 - 소리의 동료
- 최수민
- 이윤상 : 권병옥 역 - 한강은행 강남점 지점장, 성산의 상관
- 박준상 : HQ 종업원 역 - 성산의 동료
- 김경민 : 미스터 윤 역 - 성산의 동료
- 마정필
- 주석제
- 차성제
- 이춘남

### 특별출연
- 서인국 : 황희 역 - 기승주의 후배, 유명 발레리노
- 고규필 : 발레 지망생 역

## OST
- My Day - 태민 (2021.03.30 발매)
- Butterfly - 김국현 (2021.04.06 발매)
- 아름다운 말 - 소향 (2021.04.13 발매)
- Heal You - 하현상 (2021.04.20 발매)

## 같이 보기
- 대한민국의 텔레비전 드라마 목록 (ㄴ)
- 2021년 대한민국의 텔레비전 드라마 목록

## 참고사항
- 중견배우 중 가장 많이 호흡을 맞춰본 나문희, 박인환은 영화 《조용한 가족》, 연극 《서울 1985》, KBS 2TV 주말 드라마 《소문난 칠공주》, 영화 《수상한 그녀》, MBC 주말 드라마 《아들녀석들》 등에 이어서 다시 한번 호흡을 맞추는 계기가 되었다.
- 박인환, 김태훈은 MBC 아침 드라마 《당신 참 예쁘다》 이후 10년만에 다시 한번 더 호흡을 맞추는 계기가 되었다.
- 조성하, 나문희는 KBS 2TV 주말 드라마 《왕가네 식구들》 이후 7년만에 다시 한번 더 호흡을 맞추는 계기가 되었다.
- 넷플릭스와 독점 계약으로 북미와 유럽, 일본 등 동아시아 국가를 비롯한 전 세계 80여개 국에서 동시 방영한 바 있다.